# Dasypoda warnckei
Dasypoda warnckei är en biart som beskrevs av Michez 2004. Dasypoda warnckei ingår i släktet byxbin, och familjen sommarbin. Inga underarter finns listade i Catalogue of Life.